# Dobrotitsa (distrikt i Tărgovisjte)
Dobrotitsa (bulgariska: Добротица) är ett distrikt i Bulgarien.   Det ligger i kommunen Obsjtina Antonovo och regionen Tărgovisjte, i den nordöstra delen av landet, 270 km öster om huvudstaden Sofia.